# 伯罗奔尼撒军区
伯罗奔尼撒军区（希臘語：θέμα Πελοποννήσου）是拜占庭帝国于希腊南部伯罗奔尼撒半岛的一个军区，大约建立于公元800年，首府为科林斯。

## 历史

### 斯拉夫人入侵与定居
从公元前27年至6世纪末，伯罗奔尼撒都为罗马帝国亚该亚行省的一部分，行省在古典时代晚期囊括了中希腊的东部地区，首府为科林斯。
根据《莫奈姆瓦夏编年史》，自580年代起，斯拉夫人侵入巴尔干地区并抵达了伯罗奔尼撒半岛，导致古代时候的城市中心遗弃，反倒促进了如莫奈姆瓦夏这些海上及偏远地区的发展。编年史中还提及，帕特雷等城市的人们都移居到了意大利。根据圣依西多禄以及君士坦丁七世等中世纪编年史学家记载，希腊已经完全为斯拉夫人征服，早期学者因此假设，拜占庭对此地的控制是完全崩溃的，即便在两个世纪之后，伯罗奔尼撒仍未纳入帝国的控制。文献中的内容也被570/580年代以及7世纪早期囤积于地下的货币部分证实。其证实当地经过了两次大的动荡，编年史证实第一次于587年左右最为严重，另一次更为严重的动荡在希拉克略任期之时达到顶峰。文献、地名学及考古学的证据表明，入侵的斯拉夫人主要在半岛西部定居，例如伊利亞、麥西尼亞、亚该亚等肥沃平原以及阿卡迪亞高原，拜占庭在半岛东部山区海边前哨维持着管理。不过，9世纪半岛快速重新希腊化表明，当地在斯拉夫人涌入之后仍有着大量操持希腊语的人口。

### 军区设立
帝国于希腊南部的残余领土在687至695年间的某个时间置于了新成立的希腊军区之下，其由沿海地区组成，大多朝向大海。但在公元800年左右，希腊军区被拆分，囊括了中希腊东部地区和色萨利的军区保留了“希腊军区”的名称，伯罗奔尼撒则成为一个独立军区，首府亦为科林斯。新军区的建立与当时拜占庭政府重新控制了斯拉夫部落有直接关联。当时除斯科莱鲁将军于805年取得了胜利之外，斯拉夫人围攻帕特拉斯也在同一时期以失败告终。尼基弗鲁斯一世随后广泛推进殖民化和基督教化进程，包括重新安置该地区、意大利以及小亚细亚的希腊人。
军区第一位见诸史书的将军利奥·斯科莱鲁于811年被证实，他也可能是第一位担任此职位的人。该军区的将军在西部（欧洲）军区中位列一等，其行政管理的主要内容之一是控制军区内部的斯拉夫部落——自治并向拜占庭纳贡的斯拉夫部落迈林格与埃泽利泰分别于840/842年及921/922年发动叛乱，之后小亚细亚的斯拉夫军队起兵反叛；另一项内容则是抵御阿拉伯人侵袭，这在9至10世纪时频繁发生。在其下属官员中，由一名分舰队指挥负责防守海边，其甚至下辖有四队名为哈兰迪亚的海军部队。
拜占庭帝国与961年征服克里特推翻克里特埃米爾國之后，伯罗奔尼撒迅速繁荣了起来。自10世纪末期开始，军区时常与希腊军区一并管理。到了11世纪末期，合并管理已成定制，两个军区皆由拜占庭海軍的首席指挥官大将军管辖。但因大将军并不在军区之内，地方行政仍由当地裁判官处理，这一职位通常由法官等高级或杰出的官员担任。12世纪时希腊-伯罗奔尼撒联合军区被细分为一系列更小的财政区划。拜占庭对此地的统治延续到了1205年，第四次十字军东征拜占庭覆灭之后，拉丁国家亚该亚侯国建立于此。

### 脚注
1. 1 2 3 4 5 6  Nesbitt & Oikonomides 1994，第62頁.
2. ↑  Koder & Hild 1976，第50–51頁.
3. ↑  Avramea 2012，第57–67頁.
4. ↑  Avramea 2012，第135–145頁.
5. 1 2  Fine 1991，第59–60, 62頁.
6. ↑  Avramea 2012，第146–166頁.
7. ↑  Avramea 2012，第166–210頁.
8. ↑  Fine 1991，第63–64頁.
9. ↑  Avramea 2012，第69, 211ff.頁.
10. ↑  Koder & Hild 1976，第57–58頁.
11. ↑  Kazhdan 1991，第1620–1621頁.
12. ↑  Fine 1991，第80–83頁.
13. ↑  Koder & Hild 1976，第59頁.
14. 1 2 3 4  Kazhdan 1991，第1621頁.
15. ↑  Pertusi 1952，第172–173頁.
16. ↑  Pertusi 1952，第173頁.
17. ↑  Herrin 2013，第16頁.
18. ↑  Curta 2011，第171–173頁.
19. ↑  Magdalino 2002，第234頁.

### 书籍
- Avramea, Anna.   [The Peloponnese from the 4th to the 8th century: Changes and continuity.]. Athens: National Bank of Greece Cultural Foundation. 2012. ISBN 978-960-250-501-4 （希腊语）.
- Curta, Florin. . Edinburgh: Edinburgh University Press. 2011  [2019-03-10]. ISBN 978-0-7486-3809-3. （原始内容存档于2019-05-12）.
- Fine, John Van Antwerp. . University of Michigan Press. 1991  [2019-03-10]. ISBN 978-0-472-08149-3. （原始内容存档于2019-04-04）.
- Herrin, Judith. . Princeton, New Jersey: Princeton University Press. 2013  [2019-03-10]. ISBN 978-0-691-15301-8. （原始内容存档于2019-05-12）.
- Kazhdan, Alexander (编). . New York and Oxford: Oxford University Press. 1991. ISBN 978-0-19-504652-6.
- Koder, Johannes; Hild, Friedrich. . Vienna: Verlag der Österreichischen Akademie der Wissenschaften. 1976. ISBN 3-7001-0182-1 （德语）.
- Magdalino, Paul. . Cambridge: Cambridge University Press. 2002  [2019-03-10]. ISBN 0-521-52653-1. （原始内容存档于2019-05-12）.
- Nesbitt, John W.; Oikonomides, Nicolas (编). . Washington, DC: Dumbarton Oaks Research Library and Collection. 1994  [2019-03-10]. ISBN 0-88402-226-9. （原始内容存档于2020-07-26）.
- Pertusi, A. . Rome: Biblioteca Apostolica Vaticana. 1952 （意大利语）.